# Claville
Claville là một xã thuộc tỉnh Eure trong vùng Normandie miền bắc nước Pháp.

## Huy hiệu
| Arms of Claville | The arms of Claville are blazoned: Vert, 3 lozenges Or. |